# Tito Lessi

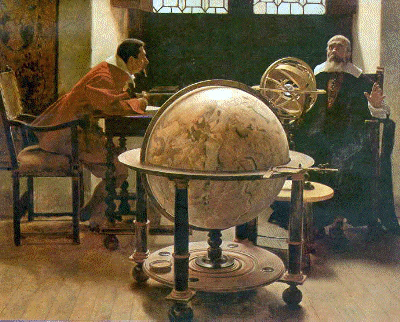
Galileo e Viviani, 1892, Tito Lessi

Tito Lessi (Firenze, 8 gennaio 1858 – Firenze, 17 febbraio 1917) è stato un pittore italiano.

## Biografia
Studiò all'Accademia di belle arti di Firenze con il Pollastrini e il Ciseri, che l'avviarono alla pittura di genere e storica.
Nella teoria accademica la pittura storica era considerata il campo più elevato dell'arte. Questo status derivava oltre che dalle intenzioni, anche dal fatto che era considerata la più difficile espressione della pittura, poiché richiedeva una abilità particolare soprattutto nella composizione iconografica del soggetto e della sua espressività.
Nel 1884, invitato dal gallerista Sedelmeyer, si trasferì a Parigi, dove visse fino al 1896. Appartiene a questo periodo il dipinto Galileo e Viviani, che, esposto nel 1893 nel Salone dei Champs Élysées, fu premiato con la medaglia d'oro (altri importanti riconoscimenti ottenne a Monaco di Baviera e a Lipsia). Tornò a Firenze nel 1896 e continuò a dipingere i suoi soggetti, a volte anche ripetendoli in più copie, che in gran parte emigrarono in Francia e Germania, dove godeva di notevole reputazione.
Per l'editore Alinari di Firenze realizzò l'illustrazione di cento tavole della prestigiosa edizione del Decameron di Giovanni Boccaccio (1313-1375).
Tra le sue opere vanno ricordate:

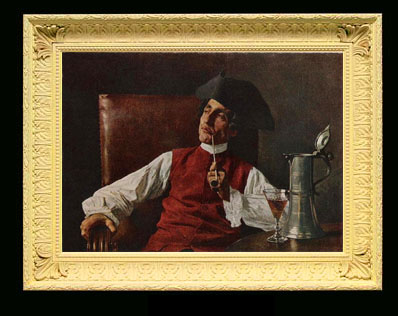
Il fumatore di pipa Tito Lessi

- Galileo e Viviani, 1892 (Museo Galileo, Firenze – Dep. Oss. Di Arcetri)
- Il fumatore di pipa (Collezione privata, già al Museum der bildenden Künste Leipzig)
- Il ritratto d'uomo alla scrivania, 1892 (Montgomery Gallery, San Francisco)
- Partita a biliardo, 1893 (Collezione privata)
- Toscanelli e gli ambasciatori del Portogallo, 1903 (Collezione privata)
- Bernardo Cennini stampatore nella sua bottega, 1906 (Collezione privata)